# Pauline Horson

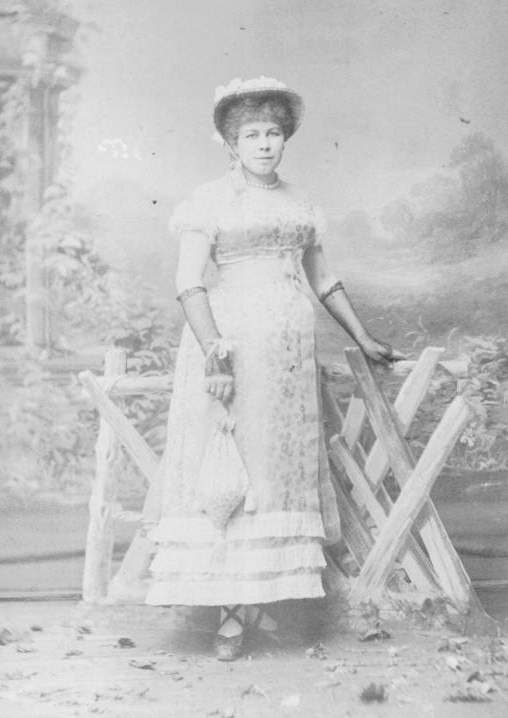
Pauline Horson (Szenenfoto)

Pauline Horson-Brügelmann, geboren als Pauline Dyckhoff (* 25. März 1858 in Beckum, Nordrhein-Westfalen; † 28. Januar 1918 in Bonn) war eine deutsche Opernsängerin (Sopran).

## Leben
Sie studierte klassischen Gesang bei Karl Schneider in Köln und hatte im Jahr 1875 ihr Debüt am Hoftheater in Sondershausen. Im folgenden Jahr (1876) kam sie nach einem erfolgreichen Gastspiel in Weimar an das Hoftheater Weimar, wo sie schließlich zur großherzoglich sächsische Kammersängerin ernannt wurde und bis 1886, dem Jahr ihrer Hochzeit, im Ensemble blieb. In diesem Jahr heiratete sie den Chemiker Dr. sc. nat. Moritz Gottfried Brügelmann (* 24. April 1849 in Ratingen-Cromford; † 18. November 1920 in Bad Kissingen) aus der Fabrikantenfamilie der Ratinger Textilfabrik Cromford.
Bei der Premiere von Richard Wagners Parsifal am 26. Juli 1882 in Bayreuth unter dem Dirigat von Hermann Levi sang sie eines der Zaubermädchen. Weitere Soli als Zaubermädchen folgten 1883 und 1884. Sie war bekannt für ihre Interpretationen von Mozarts lyrischen und Koloratur-Opernarien. Sie gab Konzerte und wirkte in Oratorien mit, gab Gastspiele bei den Richard-Wagner-Festspielen in Bayreuth, an den Hofopernhäusern Berlin, Dresden, Hannover, Leipzig und an der Berliner Kroll-Oper.
Schwerhörig geworden verstarb sie 1918 in Bonn an den Folgen einer Lungenentzündung. Testamentarisch hinterließ sie einen Betrag von 150.000 Mark in bar aus dem Verkauf eines Hauses in Bonn und 17 Köln-Münchener-Eisenbahn-Prämienscheine im Wert von 5.100 Mark zur Pflege und Gestaltung des Bad Kissingers „Ballinghains“, einer vom Kissinger Badearzt Dr. Franz Anton von Balling hinterlassenen Gartenanlage. Ihr und ihrem Ehemann, die sich seinerzeit in Bad Kissingen verlobt und in den Folgejahren dort mehrmals aufgehalten hatten, wurde im Jahr 1922 zum Dank am „Finsterberg“ eine kleine Anlage mit Gedenkstein und Ruhebänken gewidmet. Zur Gründung einer Stiftung kam es allerdings nicht mehr. Durch die bald einsetzende Inflation wurde der Nachlass wertlos.
Das Ehepaar ist auf dem Poppelsdorfer Friedhof zu Bonn-Poppelsdorf beigesetzt.